# Тверской городской музейно-выставочный центр
Тверской городской музейно-выставочный центр создан в мае 2007 года и уже в июне в одном из залов центра открылась первая выставка. В марте 2009 года центр получил статус муниципального учреждения культуры и его работа продолжилась уже в трёх выставочных залах, где ежемесячно проводятся различные выставки от городского до международного масштаба.

## Деятельность
Располагаясь на главной улице города, центр, по сути, стал самой крупной в Твери специализированной выставочной площадкой с уже имеющимся и постоянно приобретаемым уникальным оборудованием и аппаратурой для подобного рода деятельности. В штате центра насчитывается около 40 сотрудников: от специалистов-искусствоведов до работников технического и обслуживающего персонала.
После капитального ремонта значительно изменились все выставочные залы центра. Уютные вестибюли и залы оборудованы новыми системами подвески и освещения картин, кондиционерами и аппаратурой контроля климатических условий, появились пластиковые окна и новая мебель, витрины и специальное выставочное оборудование.
На базе центра появилась возможность проведения художественных и специализированных выставок, учебно-творческой работы с детьми, начинающими художниками, фотографами, мастерами декоративно-прикладного искусства; ведения просветительской, краеведческой и искусствоведческой работы, а также проведения мероприятий по организации досуга горожан: творческих встреч с известными земляками, занятий клубов по интересам, литературных и музыкальных вечеров.
«Тверской городской музейно-выставочный центр» уже полюбился горожанами, хорошо посещаем различными категориями населения – от школьников до ветеранов, от студентов до специалистов предприятий и организаций, от любителей изобразительного искусства до художников-профессионалов.